# Doble
Doble (Добл) — з 1909 року американський виробник парових автомобілів. Штаб-квартира розташована в місті Волтгем. У 1931 році компанія припинила виробництво автомобілів.

## Брати Добл
Абнер (Авенір) Добл народився в сім'ї інженерів, його батько — Вільям Ештон Добл був співавтором ковшевої водяної турбіни, а його дід, якого теж звали Абнер, став засновником фірми The Abner Doble Company, яка стала виробляти шахтарське обладнання під час золотої лихоманки, що охопила Каліфорнію. Після того, як запал з пошуку самородків пройшов, фірма Абнера-Старшого стала будувати трамваї для Сан-Франциско.
Абнер народився в 1890 році, і був старшим з братів. Коли йому було 16, він разом з молодшими братами: Джоном Ештоном (1892), Вільямом Ештоном-Молодшим (1894) і Ворреном Джессом (1898) побудували свій автомобіль з останків пошкодженого паровика White, на шасі цієї машини вони встановили двигун власної конструкції, але саморобка виявилася ненадійною.

## Початок виробництва парових автомобілів
У 1909 році Абнер закінчив вищу школу, а в 1910 році вступив до Массачусетського технічного інституту. Навчаючись там, він вирішив відвідати розташований неподалік завод фірми Stanley Steamer, який був лідером на ринку парових автомобілів в США. Абнер, відвідавши завод, починає розповідати Френсісу Стенлі про свою систему конденсації, яка дозволила б підняти далекобійність машини. Однак виробника парових автомобілів розлютив цей студент, який дозволив собі нахабство вчити його як треба будувати парові автомобілі, і в підсумку молоду людину виставляють за двері. Абнер після першого семестру кидає навчання і разом з Джоном, який був мізкуватим в темі паровиків, відкривають власну майстерню в місті Волтгем, де через чотири роки з'являється паровий автомобіль на шасі American Underslung, який вони назвали Doble Model A. Бойлер машини був узятий від Stanley Steamer, а двигун був власної розробки, на ній Абнер застосував ту саму систему охолодження пари, оснащену термостатом, про яку він розповідав Стенлі, в результаті машина за одну заправку котла могла пройти всі 320 км.
Побудувавши машину, брати відправляються в Ньютон, де знаходився завод братів Стенлі, вони починають ганяти туди-сюди на своїй машині перед будівлею фірми. Зацікавлені брати Стенлі вибігають на вулицю, щоб подивитися, що це за машина така, яка не випускає ні вихлопних газів, ні пари, на свій подив вони виявляють за кермом того самого зазнайки, який колись прийшов вчити їх.
Конструкція машини виглядала так: під довгим капотом перебувала топка з котлом, під переднім сидінням розташовувався бак з водою, задня вісь була інтегрована з 2-циліндровим двигуном, об'ємом в 5.1 л, за віссю знаходився бак з гасом для нагріву топки. Крутний момент двигуна подавався безпосередньо до провідних задніх коліс, тим самим у машини не було коробки передач, зчеплення і карданного або ланцюгового приводу, щоб увімкнути задній хід, треба було просто натиснути на педаль, яка перемикала клапан, і мотор починав обертатися в інший бік. Генератор знаходився між задньою віссю і баком для гасу, причому він був накритий теплоізоляційним екраном, щоб двигун не перегрівав цей електромеханічний агрегат.
У 1914 році брати засновують власну фірму Abner Doble Motor Vehicle Company, в рамках якої будують ще чотири 25-сильні машини Model A, на які вони знаходять покупців. У тому ж році на базі першої машини будують наступну модель Doble Model B. Це була справді революційна машина в світі парових автомобілів, які потихеньку здавали свої позиції. Парові автомобілі, які треба було готувати протягом півгодини-години до руху, мали запас ходу максимум в 80 км, але тепер, маючи запас води в 90 л, автономність машини розширилася до запаморочливих 2000 км, тобто майже в 20 разів.
А все завдяки тому, що брати розробили стільниковий радіатор, який активно охолоджував пару і подавав її назад в котел вже у вигляді води. Бойлер машини був стійкий до корозії і сольових відкладень, недоліків, які мали котли, оскільки на цьому авто застосовувалася не просто вода, а змішана зі спеціальним моторним маслом суміш, що не забивала трубки охолодження. Автомобіль зацікавив пресу, яка під час тестів розганяє машину з 7-місним кузовом до 100 км/год всього за 15 секунд, що в той час було запаморочливим результатом, оскільки навіть відмітка в 100 км/год була недосяжною мрією для багатьох автомобільних виробників.
У 1915 році брати їдуть в Детройт в надії зацікавити великих виробників своєю машиною. У столиці американського автопрому вони знаходять інвесторів і з 200000 доларами в кишені засновують фірму General Engineering Company. Джон Добл береться вирішити головну проблему парових машин — розпал котла і прискорення процесу введення автомобіля в експлуатацію. У підсумку він винаходить автоматичне запалювання пальника, варто було повернути ключ запалювання, як на звичайному автомобілі, як свічка за допомогою іскри підпалювала гас в топці, енергія згоряння якого за допомогою трубок розігрівала воду всередині котла, як кип'ятильник. На все йшло близько півтори хвилин, в той час як щоб рушати на інших парових машинах як мінімум доводилося чекати 10 хвилин, щоб в системі піднявся тиск до потрібного рівня. Тепер, коли машина виходила на робочий рівень, можна було рушати, а автоматична система сама вмикала систему розпалювання, якщо це було потрібно.
Тепер з'явився паровий автомобіль, який міг би скласти конкуренцію автомобілям з ДВЗ по легкості запуску та управління, в січні 1917 року брати вирішують виставити машину на Нью-Йоркському національному автосалоні, в той рік було представлено близько 100 нових машин, але Doble-Detroit Model C виявився єдиною паровою прем'єрою на цій виставці. Автомобіль привернув увагу публіки, оскільки в достоїнствах машини були: швидкий розігрів автомобіля до робочої кондиції, безшумність в русі, простота управління, для управління потрібне було тільки кермо з встановленим регулятором тиску, який служив як акселератор, ніжні гальма, плюс педаль заднього ходу. До квітня 1917 року було зроблено 5390 заявок на цю машину, постачання повинні були початися в 1918 році, але, реалізувавши всього 11 автомобілів, Абнер Добл заявив, що у зв'язку з тим, що США вступили в Першу світову війну і виробництво військової техніки стало пріоритетним для держави, то він, не маючи сталі, змушений припинити виробництво своєї продукції. Але істинною причиною припинення випуску стали дефекти конструкції, на практиці, рушаючи з місця, водій не знав, куди поїде машина, вперед або назад, сам новаторський мотор мав дитячі хвороби.
Незабаром брати посварилися, оскільки Абнер привласнив собі інтелектуальні права свого молодшого брата Джона, який і був автором Model C, образившись на старшого брата, Джон подає на нього до суду за порушення авторських прав, а сам залишає фірму і повертається назад в Каліфорнію. Тим часом Абнер і два молодших брата продовжують спільно роботу, так, наприклад, в 1918 році вони будують паровий танк, який виявився непотрібним. У лютому 1921 року вони всі повертаються додому, оскільки у віці 28 років від раку лімфовузлів помирає їхній брат Джон. Згуртувавшись разом після такого удару, брати влітку того ж року засновують нову фірму — Doble Steam Motors, офіс і завод якої розташовувався в Мерівіллі, що в їх же рідному штаті — Каліфорнії. Щоб зібрати гроші для початку нового бізнесу, Абнер взявся за махінацію з продажем акцій, за що був притягнутий до суду в 1924 році. Але суд виправдав підприємця.

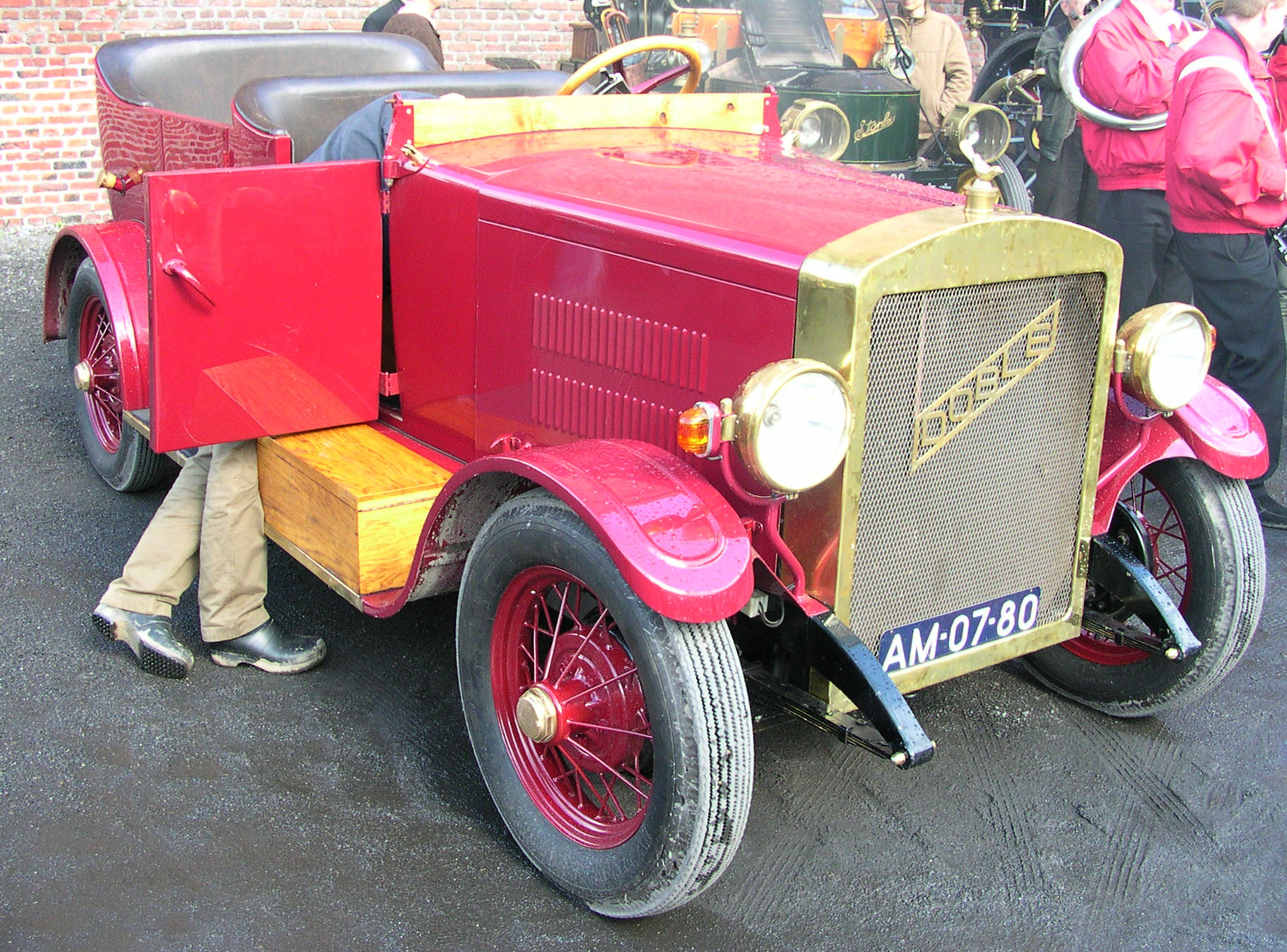
Репліка Doble Model E

У 1922 році брати будують новий двигун, який отримує поршневу систему впуску пари, також був замінений котел, він став трубоподібним, розташованим вертикально, а головною відмінною рисою стало розташування пальника на верхній частині котла. В іншому машина повторювала конструкцію попереднього автомобіля, в цей же час брати вирішують привласнювати своїм автомобілям цифровий індекс, який показував номер мотора, але не моделі, хоча всі вони трохи відрізнялися один від одного.

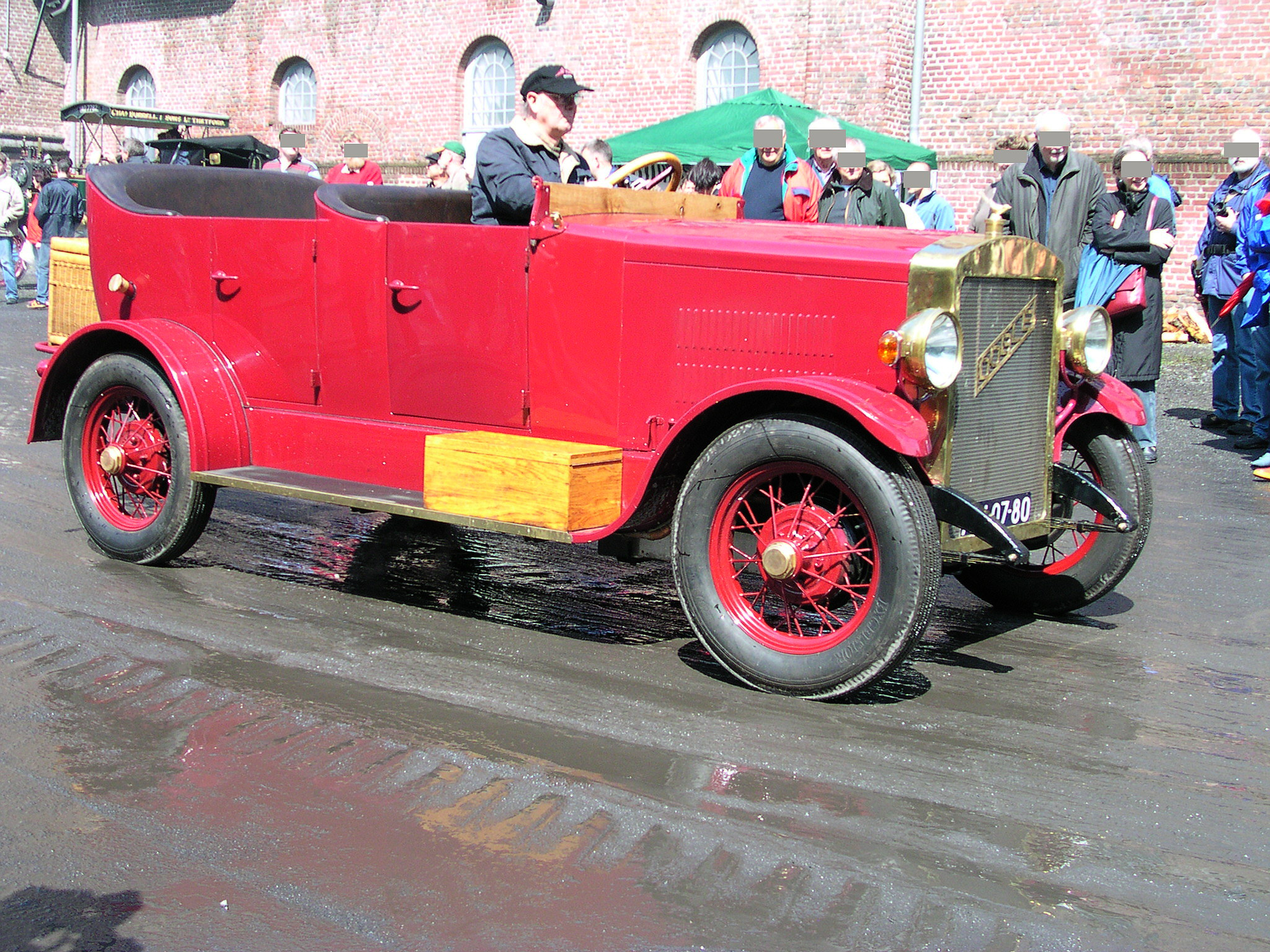
Репліка Doble Model E

Побудувавши п'ять автомобілів, в 1923 році брати показують вдосконалену модель — Model E, двигун став 4-циліндровим, об'єм його становив 6.2 л. Від парогенератора пара йшла у два циліндра так званого високого тиску, звідки відпрацьована пара надходила у два циліндра низького тиску, а залишена пара прямувала в конденсатор, і так по колу. Машину було вирішено випробувати за сприяння Автомобільного клубу Америки взимку 1924 року, машину доставили в Нью-Йорк, де вона всю ніч простояла в неопалюваному гаражі, потім її виштовхали на вулицю, де вона простояла на свіжому морозному повітрі ще півтори години. Після чого випробувачі завели машину, через 40 секунд прилади показали робочий тиск в системі, водій плавно відкрив дросель і мотор з тягою в 1350 ньютонів, втиснувши пасажирів у сидіння, плавно рушив. Важка (2.2 т) машина розігналася плавно і без ривків до дозволеної швидкості в 64 км/год всього за 12.5 секунди, управління нею було також дуже простим і зрозумілим, єдине, що викликало нарікання у випробувачів, — гальма, які були не настільки ефективні, проте Добл обіцяв попрацювати над ними.

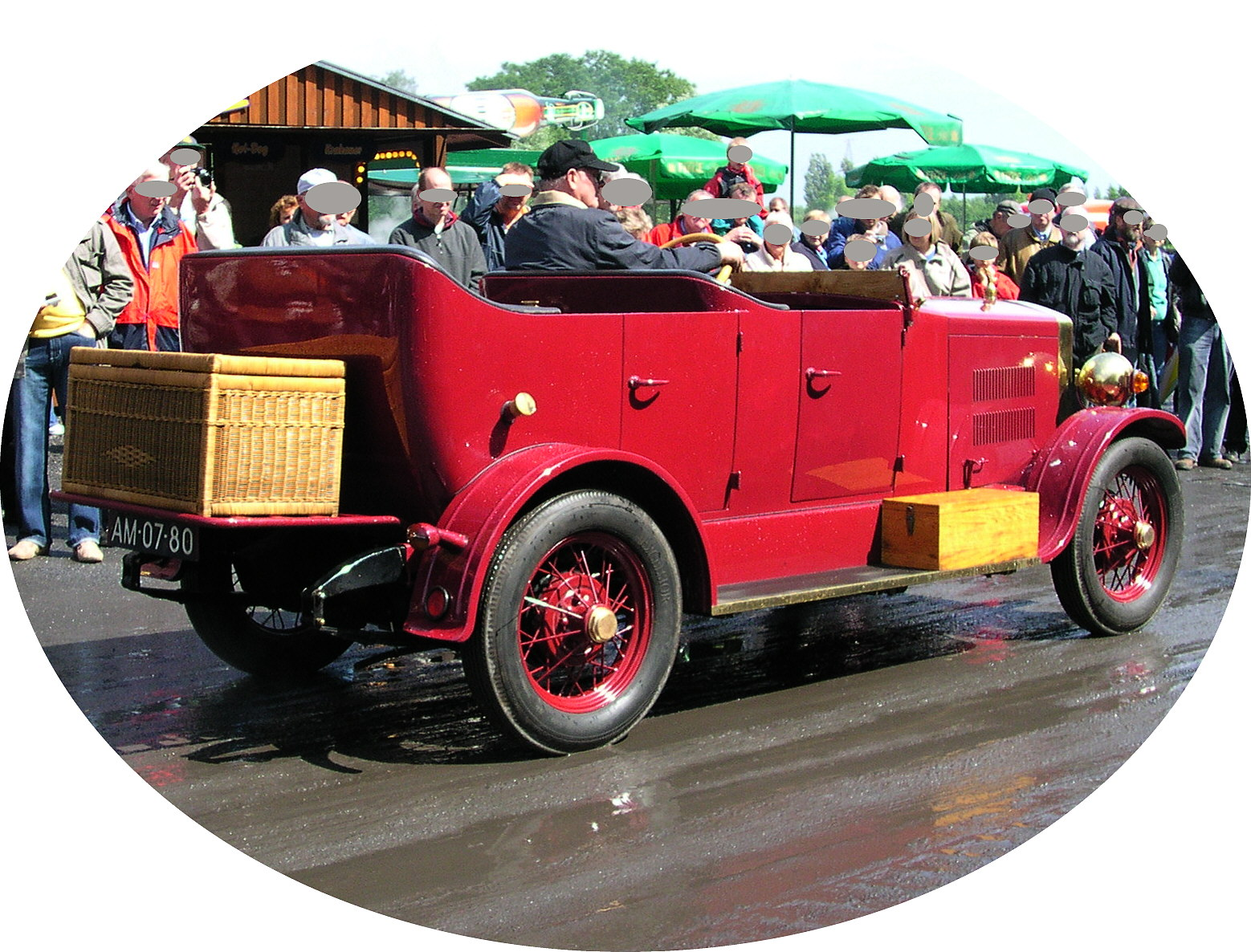
Репліка Doble Model E

Після доопрацювання машини під час заводських випробувань машина, чия потужність становила 75 к.с., розігналася до 160 км/год, а розгін до 120 км/год зайняв 10 секунд, причому тяга мотора була такою, що якщо відкривати різко дросель, то при розгоні машина з кузовом родстер підводила передні колеса. Ще одним плюсом автомобіля була дальність ходу, при баку в 110 літрів важкий паровик міг проїхати 2400 км. Машина при всіх її достоїнствах мала і один великий недолік — ціну, тільки шасі коштували в 30 разів дорожче базового Ford T, плюс вартість кузова — третина від ціни шасі, в результаті виходила цифра в 12 000 доларів. Такий автомобіль могла собі замовити тільки забезпечена людина, одним з фанатів цієї машини став Говард Г'юз. У фільмі-біографії про нього — «Авіатор» — стверджується, що Doble Model E є найкращим автомобілем у світі.

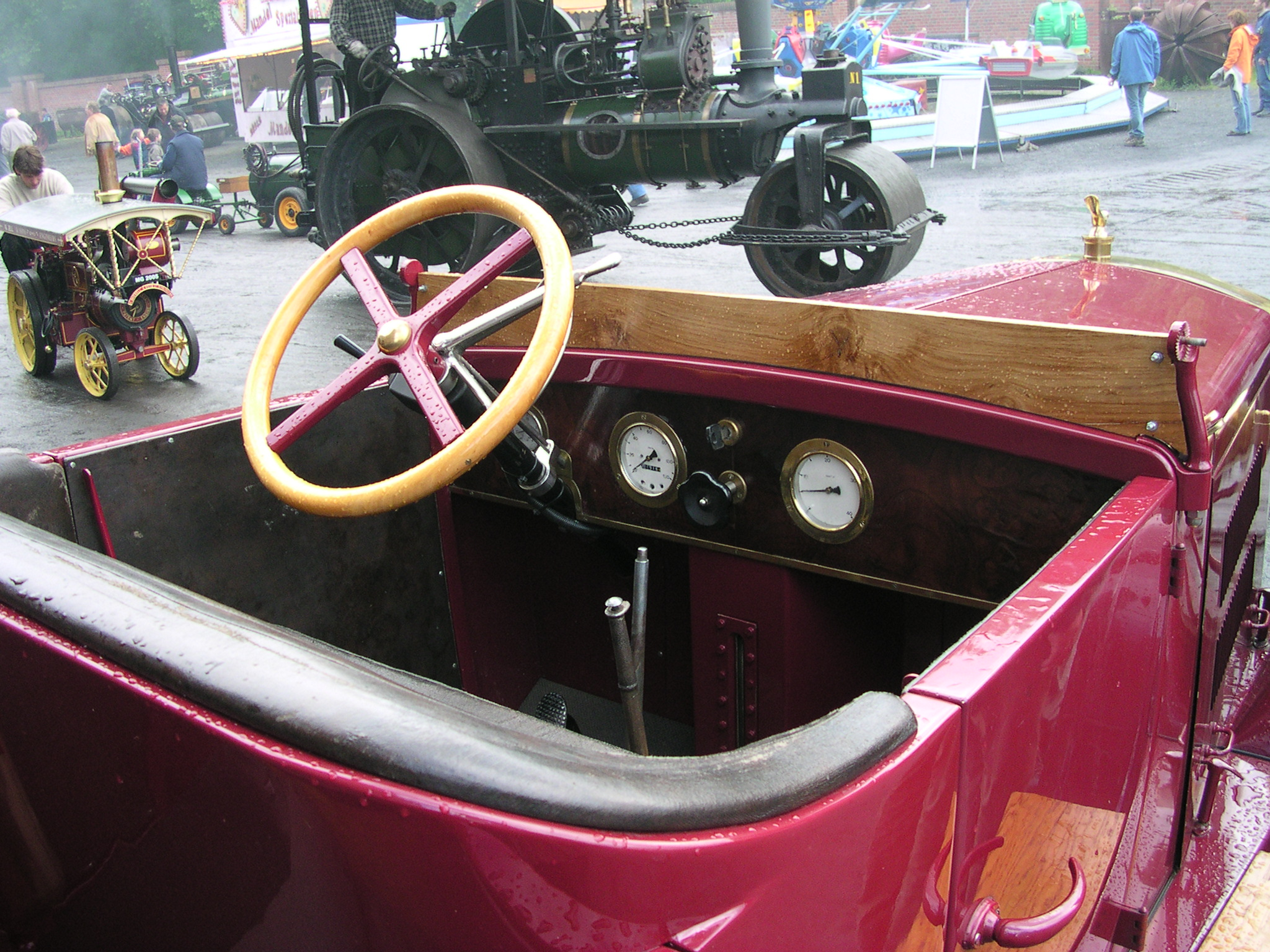
Салон Doble Model E

Оскільки машина була дорогою, то і зроблена вона повинна була бути якісно, тому рама автомобіля була виготовлена їх високоякісної сталі, електрика машини імпортувалася з Німеччини (фірми Bosch), кермо виготовлялося з камерунського ебена (чорного дерева), а набалдашник цього керма прикрашала емблема, вилита зі срібла німецькими ювелірами. Паралельно йшла розробка і більш доступної моделі — Doble-Simplex, яка була побудована на шасі Jordan і отримала 4-циліндровий двигун, але не подвійної дії, як на моделі E, однак, побудувавши всього один прототип, Абнер Добл, який мав перфекціоністський характер, вирішив не запускати цю машину в серію, оскільки, на його думку, вона була не настільки хороша.
У 1926 році, крім легкових машин, з'являється кілька автобусів, побудованих в кооперації з фірмами International Harvester, було побудовано 5 автобусів Doble Model H і для Detroit Motorbus Co два автобуси Doble Model G з аналогічними силовими установками, що і на легковій моделі. Легкова машина пропонувалася в цей час в будь-якому виконанні кузова, починаючи від 2-місних родстерів і закінчуючи 7-місними лімузинами. До 1930 року було побудовано всього 24 автомобілі серії Е, причому 24 автомобіль був побудований Абнером для себе, оскільки весь цей час він їздив на Model C, яку постійно удосконалював, і машина з кличкою «Стара антилопа» служила полігоном для нововведень.

## Припинення виробництва автомобілів. Закриття компанії
У 1930 році з'являється остання серія автомобілів — Model F, яка відрізнялася парогенератором і двигуном поліпшеної конструкції, таких машин було побудовано до квітня 1931 року всього 7 штук, у квітні 1931 року фірма припиняє свою діяльність через брак фінансування, оскільки рада директорів відмовилася випускати додаткові акції, прибуток від яких дозволив зібрати б ще 50 автомобілів, які випускалися зі збитком, не дивлячись на їх нечувану ціну, але, тим не менш, на дворі стояла економічна криза, і директори вирішили, що фірму простіше розпустити. Одну з машин цієї фірми купує німецький магнат Оскар Хеньшель, і якщо німецькі бонзи, що прийшли до влади, їздили з патріотичних почуттів виключно на німецьких машинах, то є кадри, де друг Оскара Хеньшеля — Герман Герінг роз'їжджає на одному з парадів на Doble Model F-35.
Дві з випущених машин цієї серії були оснащені кузовами від Buick 60, який мав аналогічну довжину колісної бази, хоча найперша машина F-30 теж мала запозичений кузов, на ній був 2-дверний родстер від LaSalle.

## Подальша доля братів Добл
За місяць до закриття підприємства Абнер Добл їде до Нової Зеландії, куди його покликали на завод фірми Price & Co, щоб проєктувати і будувати парові автобуси. Після він вирушає до Англії, де починає консультувати фірму Sentinel Wagon Works, яка спеціалізувалася на виробництві локомотивів і парових вантажівок, останні випускалися аж до середини 50-х років. Молодший брат Воррен, після того як закрилися двері власної фірми, був запрошений вищезазначеним німцем Оскаром Хеншелем до Німеччини, де під його керівництвом починається робота над паровими вантажівками і катерами для Henschel & Sohn, старший брат також став консультувати німецьких промисловців, які проявили інтерес до парових механізмів, — фірму A. Borsig Co. Після того, як до влади прийшли націонал-соціалісти і почалося фінансування державою промисловості, потреба в парових транспортних засобах відпала, і проєкти над ними були закриті, тому Воррен повернувся на батьківщину, а Абнер продовжував працювати на британців до 1936 року. В Британії в 1935 році він і продав свій особистий купе Е-24.
Після повернення додому він взявся проєктувати нове покоління парових автобусів, які він планував випускати на колишньому заводі братів Стенлі, який закрив свої двері в 1924 році, але, не знайшовши достатньо фінансів, проєкт тихо заглух. У 1946 році він став консультантом на фірмі Nordberg Manufacturing Company з Мілвокі. На автобусах цієї фірми і з'явилися кращі мотори, розроблені ним, які він назвав Ultimax, проте пропрацював він на фірму до 1948 року, після чого, щоб хоч якось прожити, 58-річний чоловік став продавати пилососи фірми Electrolux. Однак в 1950 році до його радості McCulloch Motors з Лос-Анджелеса наймає Добла як консультанта. Разом із молодим інженером Стівенсом і старим Роско Хоффманом, який експериментував з задньомоторними машинами в 1930-х роках, Добл мав побудувати сучасний паровий спортивний автомобіль із заднім розташуванням мотора. У 1953 році був побудований прототип, але з бензиновим мотором від Porsche 356.
Незабаром після появи прототипу Добл дізнається, що керівництво вирішило не запускати машину у виробництво, хоча Добл побудував цілком потужний 6-циліндровий (3 циліндра високого тиску і три низького) двигун, який видавав на 155 к.с.. Справа була в тому, що просто по грошах фірма не потягнула б цей проєкт, і було вирішено переключитися на виробництво турбін і компресорів, ця фірма існує і сьогодні під маркою Paxton. Через кілька років після закриття проєкту Абнер Добл консультував двох приватників, які хотіли побудувати власні паромобілі, однак ці проєкти не здійснилися.
У липні 1961 року, заставши той історичний момент, коли людство вирушило підкорювати космос на реактивній тязі, цей старий, що не визнавав перевагу ДВЗ над паровою тягою, пішов у світ інший.
Говорячи про надійність автомобіля, є один автомобіль, який пробіг 965 000 км без поломок, обходячись тільки чищенням системи. Автомобілі цієї фірми були дозволені на дорогах загального користування в штаті Каліфорнія, оскільки викиди відповідали найжорсткішим нормам безпеки, а динамічні властивості автомобіля дозволяють спокійно залишати позаду більш сучасних учасників руху.

## Список автомобілів Doble
- 1914 — Doble Model A
  - Doble Model B
- 1917 — Doble Model C
- 1922 — Doble Model D
- 1923 — Doble Model E
- 1926 — Doble Model H
  - Doble Model G
- 1930 — Doble Model F